# Basket-ball aux Jeux des îles de l'océan Indien 2023
Navigation
Édition précédente Édition suivante
Le basket-ball est l'une des vingt disciplines sportives au programme des Jeux des îles de l'océan Indien 2023, la onzième édition des Jeux des îles de l'océan Indien, qui se déroule à Madagascar en août et  septembre 2023.
Le tirage au sort des groupes a lieu le 9 août 2023.

## Participants
- Madagascar
- Seychelles
- La Réunion
- Comores
- Mayotte
- Maurice
- Maldives

## Tournois masculins

### 5x5

#### Phase de poules

##### Groupe A
| Rang | Équipe     | Pts | J | G | P | Pp  | Pc  | Diff |
| ---- | ---------- | --- | - | - | - | --- | --- | ---- |
| 1    | Madagascar | 4   | 2 | 2 | 0 | 145 | 98  | 47   |
| 2    | La Réunion | 3   | 2 | 1 | 1 | 115 | 103 | 12   |
| 3    | Comores    | 2   | 2 | 0 | 2 | 99  | 158 | -59  |

| 26 août 2023 18h30 | Rapport | Madagascar                                       | 56–46 | La Réunion |  | Palais des sports |
| 26 août 2023 18h30 | Rapport | Score par quart-temps : 12-10, 17-8, 10-22, 17-6 |       |            |  | Palais des sports |

| 29 août 2023 16h00 | Rapport | La Réunion                                        | 69–47 | Comores |  | Palais des sports |
| 29 août 2023 16h00 | Rapport | Score par quart-temps : 26-7, 12-16, 10-13, 21-11 |       |         |  | Palais des sports |

| 30 août 2023 18h30 | Rapport | Comores                                           | 52–89 | Madagascar |  | Palais des sports |
| 30 août 2023 18h30 | Rapport | Score par quart-temps : 13-22, 6-26, 10-21, 23-20 |       |            |  | Palais des sports |

##### Groupe B
| Rang | Équipe     | Pts | J | G | P | Pp  | Pc  | Diff |
| ---- | ---------- | --- | - | - | - | --- | --- | ---- |
| 1    | Mayotte    | 4   | 2 | 2 | 0 | 156 | 106 | 50   |
| 2    | Seychelles | 3   | 2 | 1 | 1 | 135 | 123 | 12   |
| 3    | Maurice    | 2   | 2 | 0 | 2 | 81  | 143 | -62  |

| 27 août 2023 18h30 | Rapport | Maurice                                         | 38–76 | Mayotte |  | Palais des sports |
| 27 août 2023 18h30 | Rapport | Score par quart-temps : 7-22, 8-14, 6-21, 17-19 |       |         |  | Palais des sports |

| 29 août 2023 18h30 | Rapport | Seychelles                                       | 67–43 | Maurice |  | Palais des sports |
| 29 août 2023 18h30 | Rapport | Score par quart-temps : 12-8, 23-16, 14-9, 18-10 |       |         |  | Palais des sports |

| 30 août 2023 13h30 | Rapport | Mayotte                                            | 80–68 | Seychelles |  | Palais des sports |
| 30 août 2023 13h30 | Rapport | Score par quart-temps : 18-21, 15-18, 24-14, 23-15 |       |            |  | Palais des sports |

#### Phase finale

##### Demi-finales
| 1er septembre 2023 13h30 | Rapport | Mayotte                                           | 53–75 | La Réunion |  | Palais des sports |
| 1er septembre 2023 13h30 | Rapport | Score par quart-temps : 19-24, 7-13, 15-22, 12-16 |       |            |  | Palais des sports |

| 1er septembre 2023 18h30 | Rapport | Madagascar                                         | 86–55 | Seychelles |  | Palais des sports |
| 1er septembre 2023 18h30 | Rapport | Score par quart-temps : 22-12, 20-15, 25-17, 19-11 |       |            |  | Palais des sports |

##### Match pour la troisième place
| 2 septembre 2023 11h30 | Rapport | Mayotte                                            | 86–67 | Seychelles |  | Palais des sports |
| 2 septembre 2023 11h30 | Rapport | Score par quart-temps : 20-20, 19-13, 28-14, 19-18 |       |            |  | Palais des sports |

##### Finale
| 2 septembre 2023 16h30 | Rapport | Madagascar                                         | 62–54 | La Réunion |  | Palais des sports |
| 2 septembre 2023 16h30 | Rapport | Score par quart-temps : 14-15, 19-12, 16-11, 13-16 |       |            |  | Palais des sports |

### 3x3

#### Phase de poules

##### Groupe A
| Rang | Équipe     | Pts | J | G | P | Pp | Pc | Diff |
| ---- | ---------- | --- | - | - | - | -- | -- | ---- |
| 1    | Madagascar | 4   | 2 | 2 | 0 | 42 | 22 | 20   |
| 2    | Maurice    | 3   | 2 | 1 | 1 | 20 | 34 | -14  |
| 3    | La Réunion | 2   | 2 | 0 | 2 | 30 | 36 | -6   |

| 27 août 2023 14 h 45 | Rapport | Maurice | 15–13 | La Réunion |  | Stade Barea |

| 27 août 2023 16 h 25 | Rapport | Madagascar | 21–5 | Maurice |  | Stade Barea |

| 27 août 2023 18 h 05 | Rapport | Madagascar | 21–17 | La Réunion |  | Stade Barea |

##### Groupe B
| Rang | Équipe     | Pts | J | G | P | Pp | Pc | Diff |
| ---- | ---------- | --- | - | - | - | -- | -- | ---- |
| 1    | Mayotte    | 4   | 2 | 2 | 0 | 42 | 33 | 9    |
| 2    | Maldives   | 3   | 2 | 1 | 1 | 31 | 33 | -2   |
| 3    | Seychelles | 2   | 2 | 0 | 2 | 29 | 36 | -7   |

| 27 août 2023 14 h 20 | Rapport | Seychelles | 17–21 | Mayotte |  | Stade Barea Affluence : 500 |

| 27 août 2023 16 h 25 | Rapport | Maldives | 15–12 | Seychelles |  | Stade Barea |

| 27 août 2023 17 h 40 | Rapport | Maldives | 16–21 | Mayotte |  | Stade Barea |

#### Phase finale

##### Quarts de finale
| 28 août 2023 14h20 | Rapport | Maurice | 19–17 | Seychelles |  | Stade Barea |

| 28 août 2023 14h20 | Rapport | Maldives | 20–18 | La Réunion |  | Stade Barea |

##### Demi-finales
| 28 août 2023 16h00 | Rapport | Madagascar | 21–9 | Maurice |  | Stade Barea |

| 28 août 2023 16h25 | Rapport | Maldives | 16–21 | Mayotte |  | Stade Barea |

##### Match pour la troisième place
| 28 août 2023 17h15 | Rapport | Maurice | 13–14 | Maldives |  | Stade Barea |

##### Finale
| 28 août 2023 18h05 | Rapport | Madagascar | 21–11 | Mayotte |  | Stade Barea |

## Tournois féminins

### 5x5

#### Phase de poules

##### Groupe A
| Rang | Équipe     | Pts | J | G | P | Pp  | Pc  | Diff |
| ---- | ---------- | --- | - | - | - | --- | --- | ---- |
| 1    | Madagascar | 6   | 3 | 3 | 0 | 258 | 95  | 163  |
| 2    | Mayotte    | 5   | 3 | 2 | 1 | 207 | 170 | 37   |
| 3    | Maurice    | 4   | 3 | 1 | 2 | 143 | 236 | -93  |
| 4    | Comores    | 3   | 3 | 0 | 3 | 146 | 253 | -107 |

| 26 août 2023 11 h 00 | Rapport | Comores                                            | 50–81 | Mayotte |  | Palais des sports |
| 26 août 2023 11 h 00 | Rapport | Score par quart-temps : 11-28, 10-10, 19-25, 10-18 |       |         |  | Palais des sports |

| 26 août 2023 16 h 00 | Rapport | Madagascar | 92–17 | Maurice |  | Palais des sports |

| 27 août 2023 16 h 00 | Rapport | Mayotte                                          | 81–43 | Maurice |  | Palais des sports |
| 27 août 2023 16 h 00 | Rapport | Score par quart-temps : 20-11, 14-7, 26-16, 21-9 |       |         |  | Palais des sports |

| 29 août 2023 16 h 00 | Rapport | Comores                                         | 33–89 | Madagascar |  | Palais des sports |
| 29 août 2023 16 h 00 | Rapport | Score par quart-temps : 6-25, 16-16, 6-27, 5-21 |       |            |  | Palais des sports |

| 30 août 2023 11 h 00 | Rapport | Maurice                                           | 83–63 | Comores |  | Palais des sports |
| 30 août 2023 11 h 00 | Rapport | Score par quart-temps : 25-18, 21-21, 19-7, 18-14 |       |         |  | Palais des sports |

| 30 août 2023 16 h 00 | Rapport | Madagascar                                        | 77–45 | Mayotte |  | Palais des sports |
| 30 août 2023 16 h 00 | Rapport | Score par quart-temps : 32-9, 22-11, 11-10, 12-15 |       |         |  | Palais des sports |

##### Groupe B
| Rang | Équipe     | Pts | J | G | P | Pp  | Pc  | Diff |
| ---- | ---------- | --- | - | - | - | --- | --- | ---- |
| 1    | La Réunion | 4   | 2 | 2 | 0 | 194 | 53  | 141  |
| 2    | Maldives   | 3   | 2 | 1 | 1 | 114 | 112 | 2    |
| 3    | Seychelles | 2   | 2 | 0 | 2 | 48  | 191 | -143 |

| 26 août 2023 16 h 00 | Rapport | La Réunion                                      | 85–32 | Maldives |  | Palais des sports |
| 26 août 2023 16 h 00 | Rapport | Score par quart-temps : 23-13, 25-3, 22-7, 15-9 |       |          |  | Palais des sports |

| 27 août 2023 13 h 30 | Rapport | Seychelles                                     | 21–109 | La Réunion |  | Palais des sports |
| 27 août 2023 13 h 30 | Rapport | Score par quart-temps : 3-28, 7-24, 2-34, 9-23 |        |            |  | Palais des sports |

| 29 août 2023 11 h 00 | Rapport | Maldives                                       | 82–27 | Seychelles |  | Palais des sports |
| 29 août 2023 11 h 00 | Rapport | Score par quart-temps : 17-7, 23-7, 26-8, 16-5 |       |            |  | Palais des sports |

#### Phase finale

##### Demi-finales
| 1er septembre 2023 11 h 00 | Rapport | La Réunion                                       | 89–36 | Mayotte |  | Palais des sports |
| 1er septembre 2023 11 h 00 | Rapport | Score par quart-temps : 26-13, 27-10, 16-4, 20-9 |       |         |  | Palais des sports |

| 1er septembre 2023 16 h 00 | Rapport | Madagascar                                       | 94–39 | Maldives |  | Palais des sports |
| 1er septembre 2023 16 h 00 | Rapport | Score par quart-temps : 16-9, 33-12, 24-10, 21-8 |       |          |  | Palais des sports |

##### Match pour la troisième place
| 2 septembre 2023 9 h 00 | Rapport | Mayotte                                            | 72–56 | Maldives |  | Palais des sports |
| 2 septembre 2023 9 h 00 | Rapport | Score par quart-temps : 16-12, 22-11, 22-12, 12-21 |       |          |  | Palais des sports |

##### Finale
| 2 septembre 2023 14 h 00 | Rapport | La Réunion                                         | 53–59 | Madagascar |  | Palais des sports |
| 2 septembre 2023 14 h 00 | Rapport | Score par quart-temps : 14-17, 13-10, 13-15, 13-17 |       |            |  | Palais des sports |

### 3x3

#### Phase de poules

##### Groupe A
| Rang | Équipe     | Pts | J | G | P | Pp | Pc | Diff |
| ---- | ---------- | --- | - | - | - | -- | -- | ---- |
| 1    | Madagascar | 4   | 2 | 2 | 0 | 41 | 13 | 28   |
| 2    | La Réunion | 3   | 2 | 1 | 1 | 32 | 22 | 10   |
| 3    | Maurice    | 2   | 2 | 0 | 2 | 5  | 43 | -38  |

| 27 août 2023 13 h 55 | Rapport | Maurice | 3–21 | La Réunion |  | Stade Barea |

| 27 août 2023 15 h 35 | Rapport | Madagascar | 22–2 | Maurice |  | Stade Barea |

| 27 août 2023 17 h 15 | Rapport | Madagascar | 19–11 | La Réunion |  | Stade Barea |

##### Groupe B
| Rang | Équipe     | Pts | J | G | P | Pp | Pc | Diff |
| ---- | ---------- | --- | - | - | - | -- | -- | ---- |
| 1    | Maldives   | 4   | 2 | 2 | 0 | 27 | 18 | 9    |
| 2    | Mayotte    | 3   | 2 | 1 | 1 | 21 | 20 | 1    |
| 3    | Seychelles | 2   | 2 | 0 | 2 | 14 | 24 | -10  |

| 27 août 2023 13 h 30 | Rapport | Seychelles | 7–10 | Mayotte |  | Stade Barea |

| 27 août 2023 15 h 10 | Rapport | Maldives | 14–7 | Seychelles |  | Stade Barea |

| 27 août 2023 16 h 50 | Rapport | Maldives | 13–11 | Mayotte |  | Stade Barea |

#### Phase finale

##### Quarts de finale
| 28 août 2023 13 h 30 | Rapport | La Réunion | 21–12 | Seychelles |  | Stade Barea |

| 28 août 2023 13 h 55 | Rapport | Mayotte | 14–7 | Maurice |  | Stade Barea |

##### Demi-finales
| 28 août 2023 15 h 10 | Rapport | Maldives | 6–18 | La Réunion |  | Stade Barea |

| 28 août 2023 15 h 35 | Rapport | Mayotte | 7–21 | Madagascar |  | Stade Barea |

##### Match pour la troisième place
| 28 août 2023 16 h 50 | Rapport | Maldives | 19–15 | Mayotte |  | Stade Barea |

##### Finale
| 28 août 2023 17 h 40 | Rapport | La Réunion | 9–21 | Madagascar |  | Stade Barea |

## Médaillés
| Épreuves             | Or | Argent | Bronze |
| -------------------- | --- | --- | --- |
| Tournoi masculin 5x5 | Madagascar Alpha Jean Solondrainy Constant Fabrice Mamdimbison Elly Randriamampionona Fiary Johnson Rakotonirina Jerry Pepin Rabibisoa Livio Rocheteau Ratianarivo Marco Rakotovao Monja Romain Faralahy Orlando Rahajaniaina Rija Lahontan | La Réunion Christophe Palmas Damien Gara Fabien Derogy Florent Champagnac Johan Padre Kévin Gastrin Loïc Lauratet Mickaël Var Mory Kone Octavio Da Silveira Ronald Mauline Vincent Pota                          | Mayotte Ahamadi Hamza Anli-Said Souffou Antony Claude Albarede Austin Rasolonjatovo Cheddly Omar Abdallah Omar Djeinad Bamana Idriss Malide Lel Soidik Houmadi Nadjim Badiroiti Rifki Said Samir Akilaby Soilihi Antoy Soilihi                    |
| Tournoi féminin 5x5  | Madagascar Avotra Rasoafinaritra Elinah Chantiah Ranarisaona Fanjatiana Perle Raoliarisoa Harimainta Angela Andriatahina Jessica Andriamihaingo Vavisoa Christiane Minaoharisoa Jaofera Kristina Nahitantsoa Rakotobe Ravaka Sarobidy Randriatahiana Rondro Emerenchine Raherimanana Sydonie Marie Andriamihajanirina Solotiana Miora Mampionona Sydonie Erica Andriamihajanirina | La Réunion Aurore Boyer Brillana Domotile Clain Cheryl Maledon Edelweiss Rumjaun Julie Lebian Laure Dauvin Lauriane François Mélodie Gamarus Nadia Maleyran Pauline Philippoteau Tanya Sinacouty Zarah Veylleyen | Mayotte Angélique Malrouf Caroline Plust Chloé Njapo Mbuton Emeline Laura Erichot Hanati Madi-Oili Keisha Moinamaoulida Dahalani Mélanie Sonia Jeddi Nasra Ibrahima Rehanna Tserina Fidélice Saima Ramadani Salomé Bayon Tiffany Jacqueline Brand |
| Tournoi masculin 3x3 | Madagascar Alpha Jean Solondrainy Elly Randriamampionona Livio Rocheteau Ratianarivo Rick Ley Loubacky | Mayotte Ahamed Henri Salim Daniel Chamsidine Kemal Kaambi Soihiboudine Boinariziki | Maldives Abdulla Amzar Mohamed Mohamed Khuwalid Ali Yoosuf Ismail Vildhan Zakariya Andul Latheef |
| Tournoi féminin 3x3  | Madagascar Christiane Minaoharisoa Jaofera Muriel Harisoa Hajanirina Rondro Emerenchine Raherimanana Sydonie Erica Andriamihajanirina | La Réunion Coline Gaulin Nassima Mdahoma Pauline Grondin Roxane Pare | Maldives Fatimath Shameem Fatimath Athif Mariyam Kyleen Shirhan Zuha Ashraf Ali |